# The Crow (strip)
The Crow is een Amerikaanse stripserie bedacht door James O'Barr. Hij bedacht de serie in 1981 als manier om het verlies van zijn vriendin, die om het leven was gekomen door een dronken automobilist, te verwerken. In 1989 werd de eerste strip gepubliceerd door Caliber Comics. Sindsdien zijn er meerdere reeksen van verschenen.
De strip is ook een paar maal verfilmd.

## Inhoud
De originele stripreeks en de direct hierop gebaseerde strips draaien om een man genaamd Eric. Hij en zijn verloofde Shelly worden op een avond nadat hun auto panne krijgt overvallen door een straatbende. Eric wordt door zijn hoofd geschoten en raakt verlamd. Hij kan enkel toekijken hoe Shelly wordt verkracht en gedood. Daarna worden ze beide achtergelaten.
Eric sterft niet veel later, maar een mysterieuze kraai brengt hem weer tot leven als een ondode met bovennatuurlijke krachten. In deze nieuwe gedaante neemt Eric wraak op de straatbende door alle leden op te sporen en te vernietigen. Tussen zijn jachtpartijen verblijft hij in het oude appartement waar hij en Shelly ooit woonden.
De kraai die hem weer tot leven gebracht heeft is altijd in Erics buurt en doet dienst als zijn gids en link tussen de aarde en het hiernamaals.

## Invloeden
De hoofdpersoon, Eric, is gemodelleerd naar drie musici wiens werk van invloed was op O’Barr’s leven. Ian Curtis' melancholieke teksten en dansbewegingen dienden als inspiratie voor Erics sombere dialoog. Peter Murphy diende als inspiratie voor Erics’uiterlijk. Ook Iggy Pop diende als voorbeeld bij het ontwerpen van Erics uiterlijk.
Andere invloeden voor The Crow komen uit Gothic-literatuur.

## Personages
- Eric: de hoofdpersoon uit de strip. Hij is een ondode man genaamd The Crow. Hij wordt gedreven door wraak maar zijn verdriet om zijn dode vriendin hindert hem hier vaak bij.
- Sherri/Sarah: een jong meisje dat Eric ontmoet na zijn terugkeer. Hij geeft haar Shelly’s verlovingsring.
- Shelly: de vermoorde verloofde van Eric.
- T-Bird: het hoofd van de straatbende die verantwoordelijk was voor de dood van Eric en Shelly.
- Funboy: T-Bird’s rechterhand en vriend van Sherri’s moeder.
- Top Dollar: een drugsdealer.
- Tin-Tin: de eerste van T-Bird's bende die door Eric wordt gedood.
- Tom-Tom: een van T-Bird's soldaten. Hij is de verkrachter van Shelly.
- Gideon: een lommerd.
- Officier Albrecht: agent die Eric confronteert buiten het pandjeshuis van Gideon.
- Rechercheur Hook: de detective die oorspronkelijk de dood van Eric en Shelly onderzocht.
- Skull Cowboy: mysterieuze gids die Eric tijdens zijn missie begeleidt.
- de Kraai: gids van Eric.
- Gabriel: Erics en Shelly's huiskat.

## Stripreeksen
Er bestaan meerdere stripreeksen die zijn afgeleid van de originele strip. Hierin staat soms niet Eric maar een andere persoon centraal die eveneens is teruggekomen uit de dood.
Van 1996 tot 1998 publiceerde Kitchen Sink Press vijf korte series en een One-shot gebaseerd op de originele stripreeks.
In 1998 kwam London Night Studios met de reeks The Crow/Razor: Kill the Pain, waarin Eric samenwerkt met Everette Hartsoe's personage Razor.
Eveneens in 1998 vroegen O'Barr en Ed Kramer een groot aantal schrijvers en dichters om hun eigen interpretatie te geven aan The Crow. Onder andere Gene Wolfe, Alan Dean Foster, Charles de Lint, Jack Dann, Jane Yolen, Henry Rollins en Iggy Pop werkten hieraan mee. Deze verhalen werden gebundeld als The Crow: Shattered Lives and Broken Dreams.
In 1999 kwam Image Comics met een nieuwe Crow-reeks.

## Andere media

### Film en televisie
Er zijn in totaal vier films gemaakt gebaseerd op The Crow-stripreeks.
De eerste en bekendste is The Crow uit 1994, met Brandon Lee in de hoofdrol. Deze film volgt dezelfde verhaallijn als de originele stripreeks. De film verkreeg vooral bekendheid omdat Lee tijdens de opnames stierf.
De film werd opgevolgd door drie vervolgen, allemaal met een opzichzelfstaand verhaal: The Crow: City of Angels (1996), The Crow: Salvation (2000), en The Crow: Wicked Prayer (2005).
In 1998 verscheen de televisieserie The Crow: Stairway to Heaven, gebaseerd op zowel de originele stripreeks als de eerste film. De serie liep 1 seizoen en had een open einde.

### Boeken
Naar aanleiding van de stripserie zijn er een aantal boeken geschreven over The Crow:
- The Crow: Quoth the Crow,
- The Crow: The Lazarus Heart
- The Crow: Clash by Night
- The Crow: Temple of Night
- The Crow: Hellbound

Verder bestaan er boekversies van de films "City of Angels" en "Wicked Prayer".